# 天坪村
天坪村（あまつぼむら）は、高知県長岡郡にあった村。現在の香美市土佐山田町の北西端、大豊町の南西端にあたる。

## 地理
- 山岳：明神岳、杖立山
- 河川：穴内川

## 歴史
- 1889年（明治22年）4月1日 - 町村制の施行により、久寿軒村・戸手野村・馬瀬村・角茂谷村・北川村・中村大王村の区域をもって発足。
- 1904年（明治37年）
  - 大字中村大王を東本山村に編入。
  - 4月 - 瓶岩村の一部（大字樫谷・穴内・繁藤・北滝本）を編入。
- 1955年（昭和30年）3月31日 - 東豊永村・西豊永村・大杉村と合併して長岡郡大豊村が発足。同日天坪村廃止。
- 1956年（昭和31年）9月1日 - 大豊村のうち旧村域の一部（大字上穴内・樫谷・繁藤・北滝本および角茂谷の一部）が香美郡土佐山田町に編入。

## 交通

### 鉄道路線
- 日本国有鉄道
  - 土讃線
    - 角茂谷駅 - 繁藤駅

現在は旧村域に土佐北川駅が所在するが、当時は未開業。

### 道路
- 国道32号